# Wolf Durian
Wolf Durian (eigentlich Wolfgang Walter Bechtle, * 19. Oktober 1892 in Stuttgart; † 8. November 1969 in Berlin) war ein deutscher Journalist, Übersetzer und Jugendbuchautor.

## Leben
Nach dem Abitur reiste Wolf Durian nach Amerika und arbeitete als Tellerwäscher, Holzfäller, Gärtner, Cowboy und Postreiter. Danach studierte er Germanistik und Zoologie. Anfang der 1920er Jahre war er Redakteur der populärwissenschaftlichen Zeitschrift Kosmos in Stuttgart, danach ab 1924 in Berlin Chefredakteur der Kinderzeitschrift Der heitere Fridolin, einer Halbmonatsschrift für „Sport, Spiel, Spaß und Abenteuer“, die von 1921 bis 1928 im Ullstein Verlag erschien.
Nach 1945 lebte Durian in Berlin-Weißensee und war Mitarbeiter der Täglichen Rundschau und der Berliner Zeitung, wo er im Feuilleton unter dem Pseudonym Fridolin schrieb.
Er verfasste zahlreiche Kinder- und Jugendbücher, die in mehrere Sprachen übersetzt wurden und die seine Liebe zur Natur, zu den Tieren und zu fremden Ländern zum Inhalt haben.
Sein wohl größter Erfolg war das 1926 erschienene Jugendbuch Kai aus der Kiste, das bis heute zahlreiche Auflagen erlebt hat. Zuvor war es 1924 als Fortsetzungsroman für die Zeitschrift Der heitere Fridolin erschienen. 1927 lehnte der Prüfungsausschuss der Jugendschriftenwarte das Buch wegen Darstellung des Amerikanismus ab. Unter der Naziherrschaft wurde es aus gleichem Grund (proamerikanisch) verboten.
Es wurde unter gleichem Titel verfilmt und erschien auch als Hörspiel.

## Familie
Sein Sohn aus erster Ehe war der Schriftsteller und Naturfotograf Wolfgang Bechtle.
Seine Tochter Sibylle Durian ist Jugendbuch- und Drehbuchautorin. Auch seine Enkelin Dana Bechtle-Bechtinger ist als Drehbuchautorin (Schloss Einstein) tätig.

## Werke
- Kai aus der Kiste. Schneider, Berlin/Leipzig/Wien 1926
- Stabusch. Schneider, Leipzig und Wien 1928
- Mein Ferienbuch. Schneider, Leipzig 1929
- Die Hand durchs Fenster. Waldheim-Eberle, Wien und Berlin 1930
- Auf, nach der Kokosinsel!. Union, Stuttgart 1934 (als Fortsetzungsroman erschienen 1930)
- „Achtung! Großaufnahme!“ Ursula dreht einen Film. Ein lustiges Buch für Mädel. Anton, Leipzig 1935
- Die lieben Tiere. Scherl, Berlin 1937
- Infanterieregiment Grossdeutschland greift an. Die Geschichte eines Sieges. Scherl, Berlin 1942
- Der kleine Gustav. Schmidt, Berlin 1948 (mit Zeichnungen von Albert Schäfer-Ast)
- Der See im Glas. Ein Aquariumbuch für Jung und Alt. Schmidt, Berlin 1951
- Eliza und die Seeräuber. Schmidt, Berlin 1953
- Robber. Kinderbuchverlag, Berlin 1955 (illustriert von Hans Betcke)
- Lumberjack. Abenteuer in den Wäldern Nordamerikas. Kinderbuchverlag, Berlin 1956 (illustriert von Ruprecht Haller). Ab 1962 neubearbeitet unter dem Titel Ich war im wilden Westen (illustriert von Gerhard Goßmann)
- Der Salamanderklub. Kinderbuchverlag, Berlin 1957 (illustriert von Ruprecht Haller). 2. veränderte Auflage 1967 (illustriert von Gerhard Lahr)
- Die Glühköpfe. Kinderbuchverlag, Berlin 1961 (illustriert von Ruprecht Haller)
- Erzähl von deinen Tieren. Kinderbuchverlag, Berlin 1963 (illustriert von Hans Baltzer)
- 100 Tiere von A bis Z. Kinderbuchverlag, Berlin 1966 (illustriert von Reiner Zieger)
- Fangt den Seeräuber Bonito. Kinderbuchverlag, Berlin 1967 (illustriert von Gerhard Goßmann)
- Mister Kong. Kinderbuchverlag, Berlin 1968 (illustriert von Gerhard Rappus)
- Kleine Tiere in der großen Stadt. Kinderbuchverlag, Berlin 1970 (illustriert von Erhard Schreier)
- Der Mann im Biberbau. Die Abenteuer des Jägers John Colter. Kinderbuchverlag, Berlin 1973 (aus dem Nachlass bearbeitet von Sibylle Durian)

Sammelbände:
- Der Löwe in der Waisenstrasse und andere Erzählungen. Kinderbuchverlag, Berlin 1977
- Wolf Durians Tierleben. Kinderbuchverlag, Berlin 1992, ISBN 3-358-02063-0

als Übersetzer:
- Ernest Thompson Seton: Rolf, der Trapper. Kosmos, Stuttgart 1920 (später unter den Titeln Rolf und sein roter Freund und Mit den letzten Trappern in Prairie und Urwald)
- Ernest Thompson Seton: Wilde Tiere zu Hause. Kosmos, Stuttgart 1920
- Edgar Allan Poe: Gesammelte Werke. Herausgegeben von Franz Blei. Rösl & Cie, München 1922 (mit anderen Übersetzern)